# Ingeniería planetaria

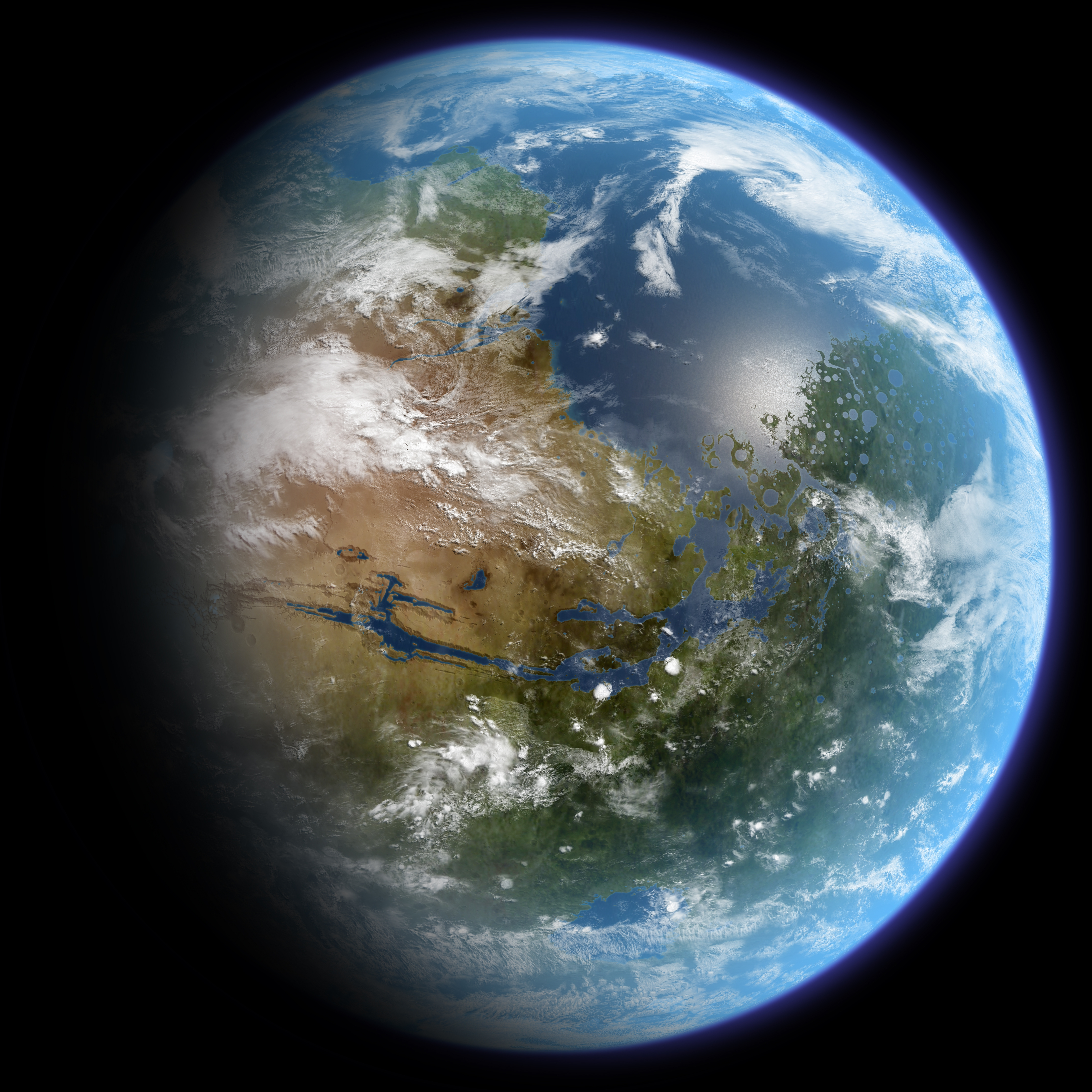
Concepción artística de Marte después de la terraformación.

La ingeniería planetaria es la aplicación de la tecnología con el propósito de influir en las propiedades globales de un planeta. El objetivo de dicha disciplina teórica es generalmente adecuar otros mundos para hacerlos habitables para la vida humana.
Quizá el tipo más conocido de ingeniería planetaria es la terraformación, por medio del cual las condiciones de la superficie de un planeta son alteradas para ser más similares a los de la Tierra. Otros tipos de ingeniería planetaria incluyen la ecopoiesis, la introducción de una ecología en un ambiente inerte.
El concepto de ingeniería planetaria ha estado relacionado con la ciencia ficción. Algunos autores como Olaf Stapledon han sugerido utilizar la ingeniería para alterar otros planetas «modificando su atmósfera para hacerla como la de la Tierra».

## Terraformación
La terraformación es el hipotético proceso de modificar deliberadamente la atmósfera, temperatura o la ecología de un planeta, luna u otro cuerpo celeste para recrear en este las condiciones óptimas para la vida terrestre.

## Geoingeniería

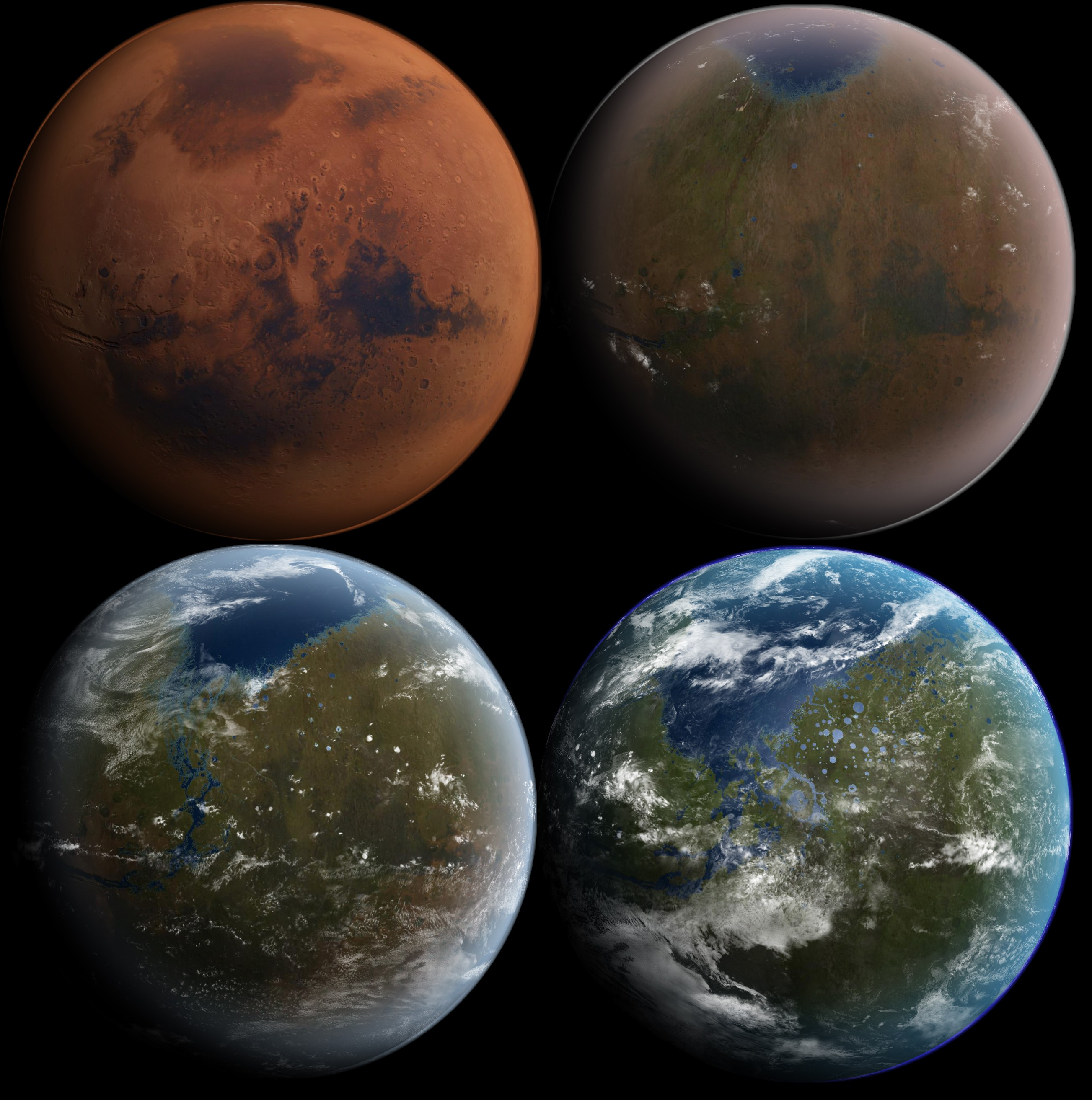
Impresión artística de las hipotéticas frases de la terraformación de Marte

La geoingeniería es la aplicación de técnicas de ingeniería planetaria a la Tierra. Las recientes propuestas de geoingeniería han sido principalmente los métodos para hacer frente al cambio climático inducido por el hombre, por medio de la eliminación del dióxido de carbono de la atmósfera (por ejemplo, el uso de la fertilización con hierro del océano) o a través de la gestión de la radiación solar (por ejemplo, el uso de espejos en el espacio) para reducir el efecto de calentamiento global del cambio climático. Proyectos futuros de geoingeniería podrían mantener la habitabilidad de la Tierra a través del ciclo de vida del Sol alterando la órbita de la Tierra para mantenerla constantemente en la zona habitable.